# Кондунгаллур
Кондунгаллур (англ. Cranganore; порт. Cranganor, раніше відомий як Mahodayapuram, Muyirikkode і Muziris[прояснити]) — місто і муніципалітет на березі річки Періяр на узбережжі Малабара в Тріссурі в штаті Керала, Індія. Він розташований в 29 км на північ від Кочі (Кочин) по Національному шосе 66. Кодунгаллур, будучи портовим містом на північному кінці лагуни Керала, був стратегічним пунктом входу військово-морських флотів до обширних затоків Керали.
За переписом населення в Індії 2011 року, у муніципалітеті Кодунгаллур чисельність населення становила 60 190. Він мав середній рівень грамотності 95,10 %. Близько 64 % населення дотримується індуїзму, 32 % ісламу та 4 % християнства.
Фортеця Кранганор (Fortaleza São Tomé), відомий також як Форт Коттаппурам / Форт Тіпу, був побудований в Кодунгаллурі португальцями в 1523 році. Форт був збільшений у 1565 році і перейшов у руки голландців у 1663 році. Храм Тіруванчікулама Махадева, присвячений богу Шиві, є одним з головних храмів Шиви в Південній Індії. Шива в храмі Тіруванчікулам є родинним божеством кочійської королівської Родини.

## Етимологія

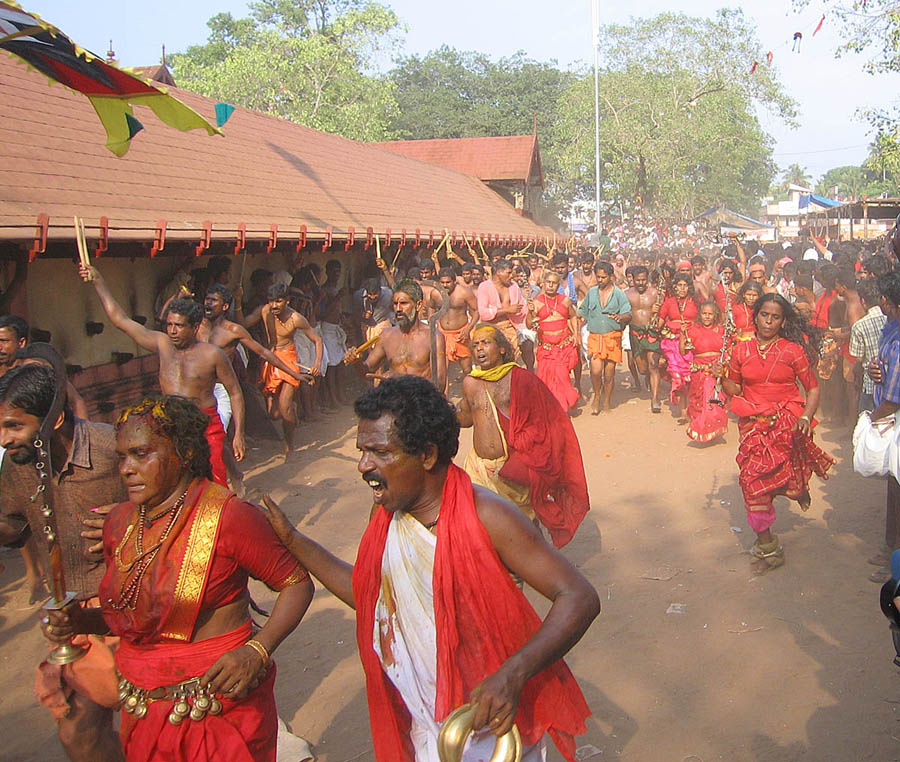
Сцена з фестивалю Кодунгаллур Бхарані в храмі Кодунгаллур Бхаґаті

Походження сучасної назви «Кондунгаллур» має багато тлумачень:
- Від koṭuṁ-kall-ūr, що означає «місце величного каменю», через величезний камінь, який цар Чера Черан Ченгуттуван привіз із Гімалаїв, щоб встановити святиню, присвячену легендарній тамільській жінці Каннагі.
- Від koṭuṁ-kōl-ūr, що означає «місто належного управління». («kōl» буквально означає скіпетр)
- Від коṭуṁ-каḷі-ūr через існування храму, присвяченого богині Калі.
- З koṭuṁ-kolai-Ur, що означає «криваве поле вбивства», через битву 16-го століття між Заморін і Королівством Кочин, який воювали тут.

## Історія

### Гавань
Науковці вважають, що легендарна Музіріс, стародавня гавань, розташована в гирлі Періяра, збігається з сучасним Кодунгаллуром.

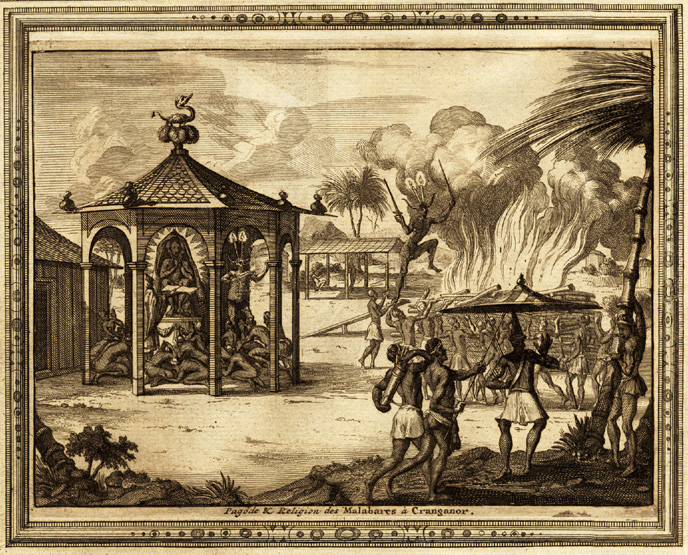
Зображення індуїстського храму в Кодунгаллурі 18 століття

Гавань відвідували мореплавці з усього світу, у тому числі з середземноморського регіону. Римська імперія мала безперервний торговий зв'язок із Західним узбережжям Індії. Поряд зі спеціями (перцем) купували товари, такі як перли, муслін, слонова кістка, алмази, шовк та парфуми.

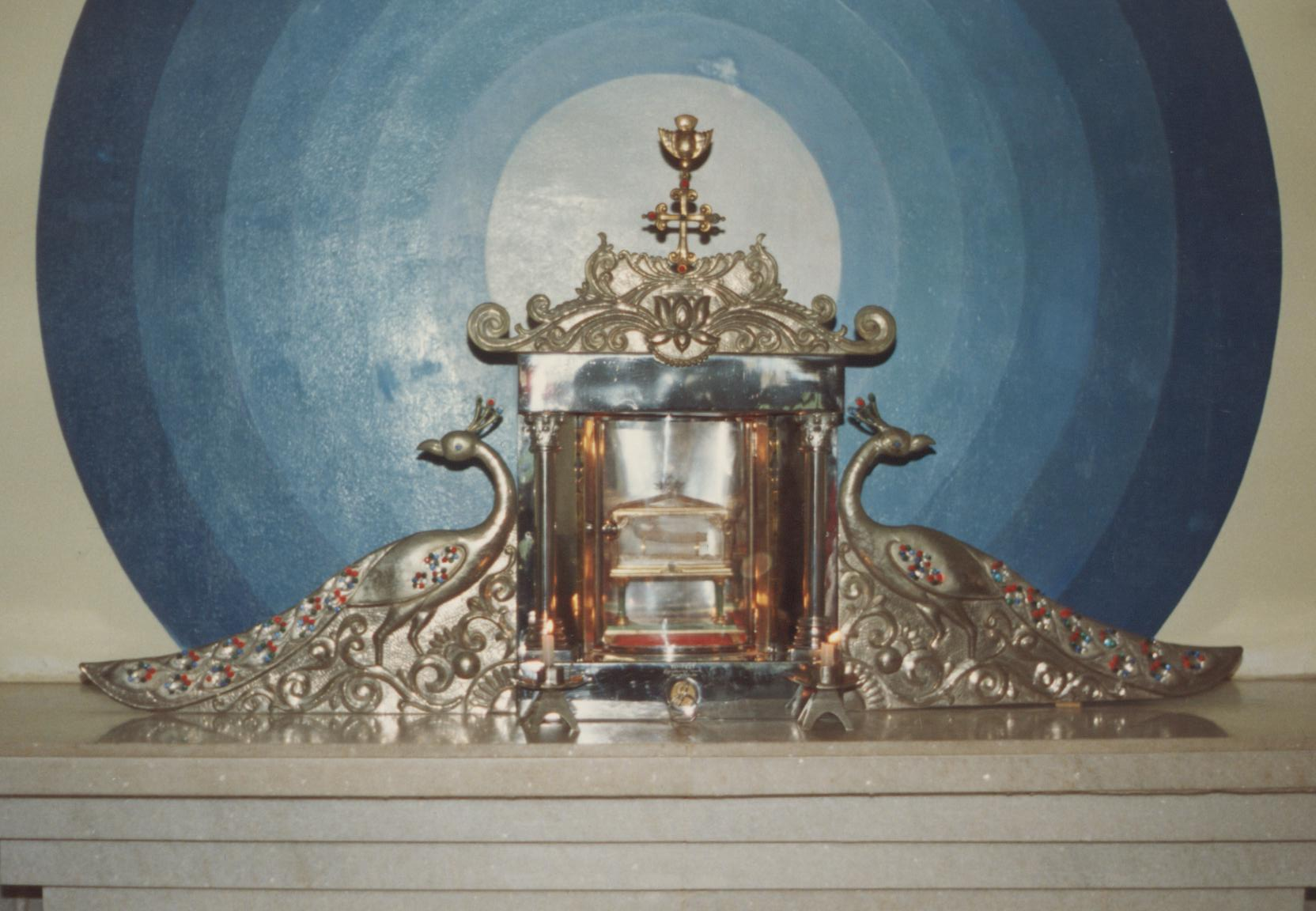
Реліквія Святого Томи, що зберігається в санаторії сирійської церкви в Кодунгаллурі

Легенда давніх християн в Кералі каже, що апостол святий Фома висадився в Кодунгаллурі або біля нього в середині І століття н. е. і заснував сім церков: Кодунгаллур, Ніранам, Нілакал (Чаял), Коккамангалам, Коткаккаву, Палайор і Тірувітамкод араппольно — «Королівську церкву».
Десь між 4 і 8 століттям, як вважається, кнайская громада прибула з Близького Сходу під керівництвом сирійського купця Фоми Канського. Громада оселилася на південній стороні Кранганора і побудувала три церкви: Св. Фоми, Св. Куріакоси та Св. Марії. Кнайці покинули своє поселення після його знищення під час битви між Королівством Кохін та Заморіном Калікутом у 16 столітті.
Згідно з однією легендою цього регіону апостол організував колонію євреїв Кочіна на узбережжі Малабар, ймовірно, створену до 6 століття до н. е. Мусульманська традиція стверджує, що мечеть Черамана в Кодунгаллурі, побудована в 629 році за часів Маліка бін Дінара, є найстарішою мечеттю Південної Азії.

### Середньовічний порт Кодунгаллур

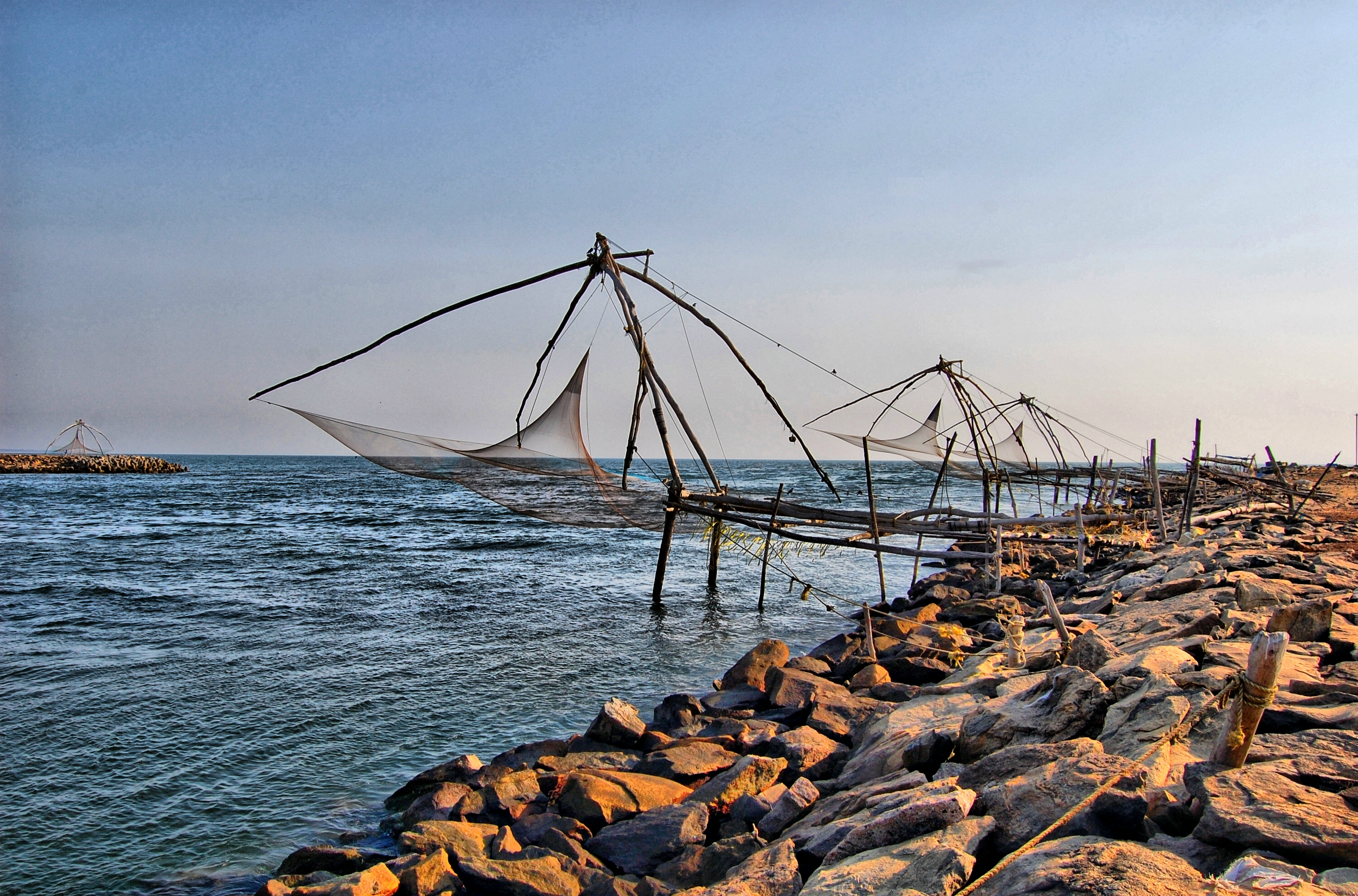
Мис Кодунгаллур, де Періяр впадає в Аравійське море. Китайські рибальські сітки на пляжі, як вважають, встановив китайський дослідник XIV століття Чжен Хе.

Економічний та політичний престиж гавані Кодунгаллур залишалася у середньовічній Південній Індії. Сулейман, відвідуючи Західну Азію в Індії в цей період, описав як «економічно процвітаючий» регіон. Торгівля йшла такими товарами: спеції (перець і кориця), слонова кістка, перли, бавовняні тканини та тикове дерево.
Порт був пограбований правителями Чоли в 11 столітті нашої ери. Після розпаду правління Чера Перумал (початок 12 століття н. е.) Кодунгаллур виступає як князівство, під назвою Padinjattedathu Swaroopam та управлінням королівської родини Кодунгаллур Ковілакам. Держава міста була «союзницькою» або до Королівства Кочін (Кочі), або до Калікуту (Кожикоде).
Вважається, що гавань Кодунгаллура була спустошена природними катастрофами — повнею чи землетрусом — у 1341 році, і втратила комерційне / стратегічне значення. Торгівля була перенаправлена на інші порти Малабарського узбережжя, такі як Кочін (Кочі) та Калікут (Кожикоде). Припускається, що повені розділили ліву гілку річки Періяр на дві частини, безпосередньо перед містом Алува. Потоп замулив праву гілку (відому як річка Чангала) та природну гавань в гирлі річки, що зробило її несудноплавною для великих суден.

### Португальська епоха

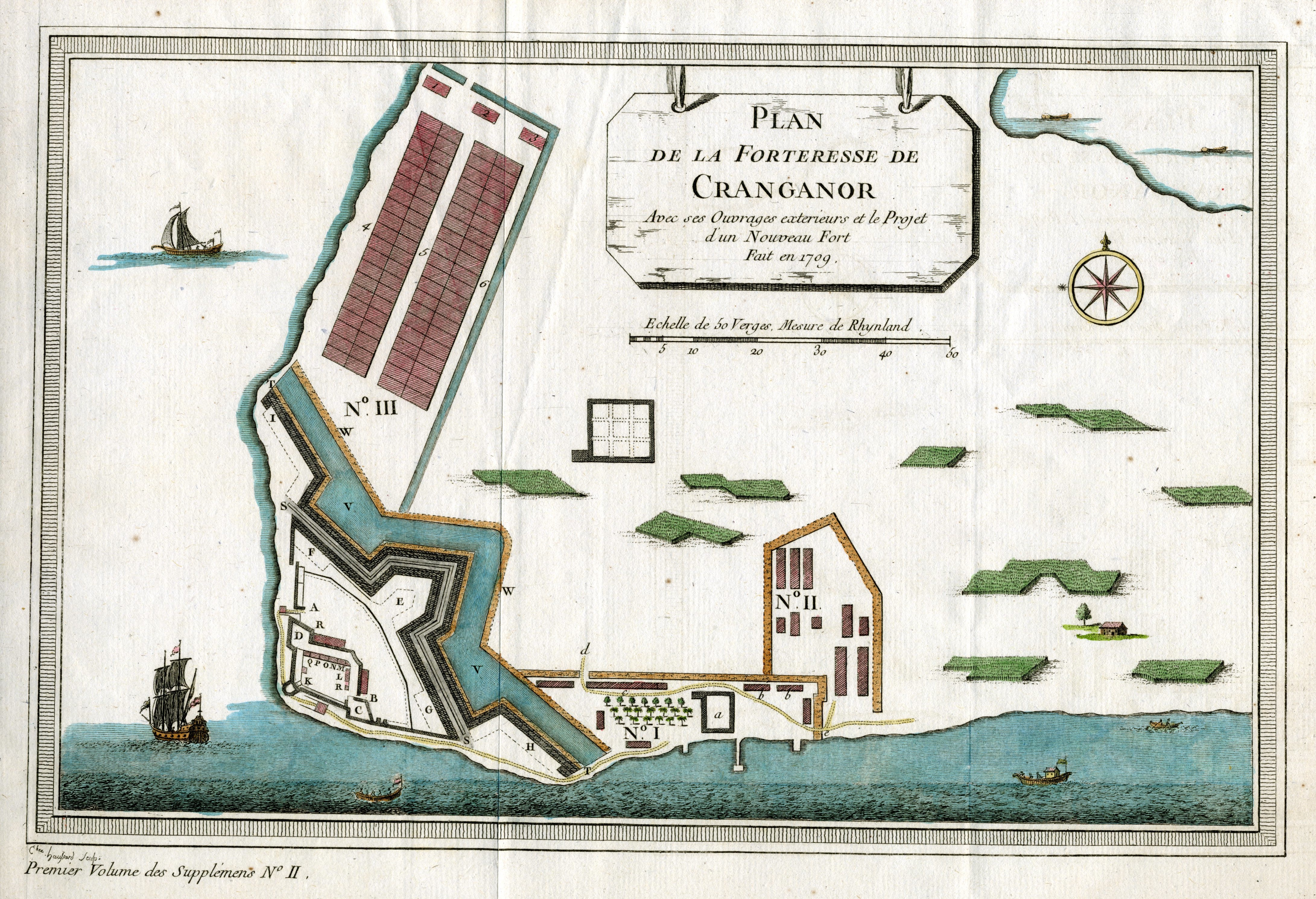
Португальці побудували форт Кранганоре (Fortaleza de São Tomé de Cranganor) у 1523 р. на початку правління Португалії, яке тривало до 1662 року.

Португальські мореплавці почали діяти в Південній Індії з початку 16 століття н. е. У цей період Кодунгаллур був васальною державою королівства Кожикоде (Калікут) Заморинів. Оскільки Кодунгаллур знаходився між королівством Кожикоде і королівством Кочі, він був предметом частих суперечок обох царів. Вождь Кодунгаллура часто переходив у вірності від одного царя до іншого.
Португальська компанія агресивно відстоювала свої інтереси та спрямувала війська на Калікут щоб отримати союз із прибережними містами-державами, включаючи Кодунгаллур. Порт був майже повністю знищений португальцем (Suarez de Menezes) 1 вересня 1504 року. У порту Кодунгаллур на той час було значне єврейське, місцеве християнське та мусульманське населення.
Кодунгаллур, будучи портовим містом на північному кінці лагуни Вембанад, був стратегічним пунктом входу для армії Заморіна і флоту в затоку Керали. Отже, у жовтні 1504 р. Заморін відправив сили для укріплення Кодунгалура. Вважаючи ці дії як підготовку до нападу на Кочін, португальський командир Лопо Соарес наказав завдати превентивного удару. Ескадра з десяти бойових кораблів у супроводі численних бойових катерів з Кочі вирушила до Кодунгалура. Найважчі кораблі, не змогли пробратися в мілководні канали, закріпилися на Палліпорті (Палліпурам, на зовнішньому краю острова Випін), тоді як менші фрегати просувалися до місця призначення.
Наближаючись до Кодунгалуру, флот Португалії-Кочі швидко розігнав сили Калікуту на пляжі, використовуючи гармати, та висадив їхню об'єднану армію — близько 1000 португальських солдатів та 1000 воїнів- наїрів з Кочі — які перемогли решту сил противника в Кодунгаллурі. Штурмові війська захопили місто Кодунгаллур і підпалили під керівництвом Дуарте Пачеко Перейра та Діого Фернандеса Кореа. Згідно з деякими даними, португальці не знищили християнські квартали Святого Фоми в місті. У той час громада перебувала в непростому становищі: хоч і процвітала в торгівлі спеціями і спільнота захищалася власною міліцією, місцева політична була мінливою. Християни Святого Фоми опинилися під тиском з боку раджів Калікути, Кочіну та інших невеликих царств в цьому районі. Отже громада шукала союзу з португальськими прибульцями. Оскільки вони були одним з найбільших постачальників перцю в регіоні, португальці також прагнули цього союзу. Це, можливо, допомогло древній християнській громаді Кодунгаллура від винищення під час нападу на місто 1504 року.

#### Флот Калікуту

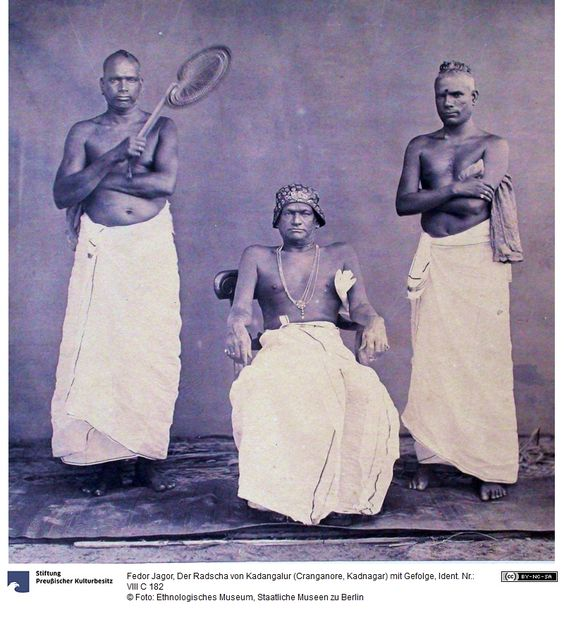
Король Кранганора (Кодунгаллур) Фото Федора Ягора, Етнологічний музей, Staatlichen Museen (Berlin) бл.1860

Флот Калікуту, близько п'яти кораблів і 80 параусів, які були відправлені щоб врятувати місто, були перехоплені португальськими кораблями поблизу Палліпорта і зазнали поразки під час битви. Тим часом раджа Королівства Танур (Веттаттнад), королівство якого лежало на північ, по дорозі між Калікутом і Кодунгаллуром, що конфліктувало із Заморіном, запропонувало піти під португальську сюзеренію. Зафіксовано, що війська Калікути, якими керував Заморін особисто, зазнали поразки на шляху до Кодунгаллура від португальської армії за сприяння правителя Танура.
Рейд на Кранганор та зрада раджи Танур стали серйозною проблемою до Заморіна Калікутського та вивело лагуну Вембанад поза межі впливу Заморіна. Цей бій підготував плацдарм для розширення португальської колоніальної влади над значним районом узбережжя Малабара.
У 1662 році голландці вступили у боротьбу за Індію, змінили португальців у двотижневій війні за допомогою Заморіна та окупували Кодунгаллур. Голландці взяли під контроль форт Кодунгаллур у 1663 році, і він захистив південну Кералу, особливо Траванкоре, від місорійської навали 1776 року. У 1786 році місорійські війська знову рушили до північної частини Керали, але не змогли просунутися далі Кодунгаллура. 31 липня 1789 року голландці передали свої установи в Кодунгаллурі та Ажікоде Королівству Траванкор за 300 000 срібних рупій сурат.